# Vívó és Atlétikai Club
A MACCABI Vívó és Atlétikai Club az első zsidó magyar sportegyesület, amely 1906-ban alakult meg Dömény Lajos vezetésével. A zsidótörvények miatt 1941-ben kizárták a VAC szakosztályait a magyar bajnokságokból, s 1944-ig, a megszűnésig csak titokban edzhettek a klub sportolói.
A II. világháború után újraindult az egyesület, ám csak néhány évig létezhetett, mert az akkori politika sem tűrte meg. A VAC aztán 1989-ben éledt újjá, immár Maccabi VAC néven.

## Előzmények
Bázelben, 1898. augusztus 28-án, a II. Cionista Kongresszuson Max Nordau beszélt arról, hogy a cionizmus céljaira nem alkalmas az európai „gettózsidó”, ezért szükség van a zsidóság fizikai erősítésére. Bevezette a „MuscleJuden”, az „izmos zsidó” fogalmát. Ám elméletét csak két évvel később, 1900-ban, a Die Jüdische Turnzeitung második számában fejtette ki először teljes egészében.
Az első, vállaltan zsidó sportegyesületet, az izraelita Torna Szövetséget Konstantinápolyban (ma Isztambul) alapították 1895-ben, majd két évvel később, Plovdivban a haGibor követte. Nordau megjelenése hozta magával, hogy fokozatosan, több helyen alakult zsidó sportkör, így Berlinben és Ostravában a Bar Kochba (1898, illetve 1899). Az alapítók rendre zsidó hősökre utaló (Makkabi, Hasmonea, Bar Kochba), vagy bátorságot kifejező (Hakoah, Hagibor) nevet adtak a főként Közép-Európában életre hívott – jórészt kék-fehér, Dávid-csillagos mezt viselő – majd 100, cionista sportklubnak.
Az első zsidó sportegyesületek között jött létre a Vívó és Atlétikai Club, 1906-ban, bár egyetemisták már három évvel korábban, 1903-ban megalapították a Makkabeát, a cionista egyetemi hallgatók egyesületét, amelyhez hamarosan csatlakozott egy rendkívül agilis és kiváló szervezőkészséggel megáldott joghallgató, Dömény Lajos is.

## Története a II. világháborúig
A klub első elnöke dr. Perl Soma ügyvéd lett, alelnökei Kohn Dávid és Schey Hugó a kezdeti időkben, Schey Hugót később Dömény Lajos váltotta 1911-ben az alelnöki tisztségben. A klub titkára Zsoldos Andor volt, másodtitkára Sipos Jenő, főpénztárosa pedig Beregi Ármin. Alpénztáros Schwartz Arnold, háznagy Déri Andor, a klub orvosa dr. Künsztler Mór, a klub ügyésze pedig Dömény Lajos.
Az első hivatalos klubhelyisége, irodája a IV. kerületben, a Hajó utca 10. I. emeletén volt, a hivatalos tornaterme, ahol a kezdeti időkben az edzések folytak, a VII. kerületi Nyár utcai iskola tornaterme volt. 1911-től a VAC hivatalos helyisége, irodája átkerült a VI., Király utca 36. szám alá, a tornaterme pedig három évre a VII., Síp utca 12. alatti iskolába, majd 1914-től a Wesselényi utca 44.-be.
A VAC már a kezdeti időkben túllépett a tornamozgalom határain, és az első all-round zsidó sportegyesületnek tekinthető. Az egyesület alapítása után hamar megkezdte működését az asztalitenisz-, a birkózó-, a labdarúgó-, a torna-, a vívószakosztály.
A VAC sikeres megalakulása és fellendülése, illetve vendégszereplései nagy hatással voltak a környező országok zsidó sportmozgalmaira, s az első osztrák profi labdarúgó bajnoki címig jutó Hakoah Wien megalapítását (1909) is inspirálta.
Az I. világháború kitörése rendkívül súlyosan érintette a VAC vezetőségét, s szakosztályait. Számos sportolója, vezetője vonult be katonának, és közülük sokan elestek, köztük a századosként az orosz fronton hősi halált halt alapító, Dömény Lajos is.
Bár egy ideig a klub léte is veszélyben forgott, végül megerősödve gyűrte le a nehézségeket és következhetett – a többi, európai zsidó sportegyesülethez hasonlóan – az aranykor.
A VAC-nak ezer és kétezer fő közötti tagja, és több mint háromszáz igazolt sportolója volt mindkét nemben. S több sportágban is komoly sikereket ért el. Legismertebb sportolói ugyan más klubokban nyertek olimpiai bajnoki címeket, mint Keleti Ágnes tornász és Kabos Endre kardvívó, vagy játszott a magyar labdarúgó-válogatottban, Braun „Csibi” József, illetve több vízi- és kézilabdázója, tornásza és asztaliteniszezője is a nemzetközi élvonalba tartozott.
A 20-as évek nemcsak a sport, hanem a kulturális élet terén is kiemelkedő periódusa volt a klubnak. A VAC az 1923-as szezontól a téli időszakban minden évben bált szervezett, melyen rendszeresen részt vettek a főváros prominens zsidó származású személyiségei. Báljainak kiemelkedő helyszíne a Vigadó épülete. Minden csütörtökön este a VAC aktuális klubhelyiségében kultúrestet rendeztek. Kiemelten fontosnak tartották a zsidó hagyományok ápolását. Sőt, a klubnak száztagú vegyes énekkara és újságja (Sport és Társadalom) is volt.
A VAC 1926-ra létrehozta cserkészcsapatát, s bekapcsolódott a magyar cserkészmozgalomba. Cserkészcsapatának neve a „Vándormadár” lett, és intenzíven foglalkozott a cserkészeten belül a fiatalok testi-lelki-szellemi nevelésével. Kulturális programokat, ügyességi versenyeket, táborokat szerveznek, és kisebb szociális tevékenységeket is folytatnak.
A harmincas évek végére, a már fellépő anyagi nehézségek ellenére tizenhét szakosztálya volt a klubnak; asztalitenisz-, atlétika-, birkózó-, ökölvívás-, céllövő-íjász, evezős-, labdarúgó-, jégkorong-, kézilabda-, kosárlabda-, sí-, súlyemelő-, tenisz-, torna-, turista-, úszó-, vívószakosztály, több mint ezer fő sportolóval.
1941-ben a zsidótörvények miatt kizárták a VAC szakosztályait a magyar bajnokságokból. 1942-ben már egyetlen szakosztálya sem indult hivatalos versenyeken, és a klub alapszabályát is módosították. Ennek ellenére az egyesület nem oszlott fel, hanem sportolói tovább edzettek, több esetben titokban az alagsori tornatermekben a késő esti órákban, egészen 1944-ig.
A II. világháború borzalmai érzékenyen érintették a VAC tagságát, több százan haltak meg a holokauszt alatt. A VAC több egykori tagja vett részt az ellenállásban és a zsidómentésben.

## 1945-től az újabb megszűnésig
A VAC jelentős személyi és anyagi veszteségeket szenvedett a II. világháborúban. Azonban a holokausztot túlélő sportvezetők és edzők hamar nekiláttak a szakosztályok és a klubélet újraindításának. Grosz Marcell elnök igyekezett felkutatni a lehetséges támogatókat, zsidó szervezeteket. S néhány szakosztály, így a kosárlabda, kézilabda, asztalitenisz már 1945-ben benevezett a magyar bajnokságokba.
1947-ből és 1950-ből is találni olyan leveleket, amelyben a VAC megköszöni a Maccabi Világszövetség invitálását a Maccabi Világjátékokra, de bürokratikus és anyagi akadályokat vázol fel. Illetve azt, hogy az Országos Sporthivatalnak kell küldenie a hivatalos meghívót, amelyben felkérné a Világszövetség a VAC-ot a harmadik Maccabi-játékokon való részvételre, amelyen szeretnének ott lenni. (Ezekből nem lett később semmi.)
A kommunista rezsim több hónapos megfigyelés és zaklatások után, 1949 márciusában a Magyar Cionista Szövetséget feloszlatta, a Joint (American Jewish Joint Distribution Committee) tevékenységét folyamatosan megfigyelte és üldözte. Ezzel elveszett a VAC legfontosabb anyagi és szellemi támogatottsága.
Hivatalos levél nem maradt fent a megszüntetéséről, de anyagi és egyéb segítség nélkül lehetetlenné vált a működés.
A klub megszűnése után több sportolója távozott más fővárosi klubokba; főként a Budapesti Vörös Meteorba, a Postás SE-be, a VI. kerületi Madiszba, illetve rengetegen választották az alijázást.
Néhány egykori VAC-sportoló visszaemlékezése szerint Grosz Marcell elnök próbálta újjászervezni a klubot az ötvenes évek elején, de ezt a kommunista hatalom megtiltotta.

## 1989-től napjainkig
1989-ben Michael Kevehazi – a Maccabi Világszövetség későbbi elnöke és kiemelkedő vezetője – támogatásával, dr. Gonda János vezetésével alakult újjá a klub, amely még abban az évben a Maccabi Világszövetség tagja lett.
Sőt, 1989-ben a klub néhány sportolóval már részt vett az első nemzetközi eseményen, a 13. Maccabi Világjátékokon (Maccabiah). A négyévente megrendezett Maccabiah a világ legnagyobb zsidó közösségi és sporteseménye, amelyre több ezer sportoló érkezik Izraelbe a világ minden részéről.
1991-ben, Marseille-ben pedig először szerepelt a magyar küldöttség az Európai Maccabi Játékokon (EMG).
A következő elnök, Dr. Bleyer András (1992–1999) kimagasló munkájával járult hozzá, hogy a Magyarországon sportoló zsidó fiatalok lehetőséget kapjanak mind a rendszeres sportolásra, mind a Világjátékokon való részvételre.
Először a karate és a kosárlabda szakosztály jött létre, illetve utóbbi ugye újraalakult, Varga Miklós és Mezei Katalin.
Dr. Bleyer András és dr. Dános Éva elnökhelyettes, továbbra is Michael Kevehazi – a VAC, haláláig tiszteletbeli elnöke – támogatásával és anyagi segítségével lehetőséget teremtett arra, hogy az egyesület sportolói ott lehessenek a nemzetközi versenyeken. Ennek is köszönhető, hogy a 14. Maccabi Játékokon (1993) – a juniorokkal együtt – a mai napig egyik legnagyobb létszámú (80 fős) delegációval vett részt. Ez az esemény több szempontból is fontos, számos fiatal idővel felnőtt versenyeken is képviselte Magyarországot. Illetve sok későbbi, akár mai napig is az egyesületet segítő ekkortól kötődik a Maccabi VAC-hoz.
1999-ben a kosárlabda-csapat tagjaként számos eseményen részt vett, Horváth József lett a klub elnöke. Irányítása alatt – anyagi okok miatt – jórészt kis létszámú küldöttség szerepelt a Maccabiah-n, illetve az EMG-n, de rendre remek eredményt ért el.
2010-től szintén egy kosaras, Jusztin Ádám váltotta az elnöki poszton, azóta pedig rendre nagy létszámú delegációval, ráadásul eredményesen szerepel a Maccabi VAC a különböző nemzetközi viadalokon.
2015-ben hatalmas sikert ért el a Maccabi VAC, amely másodszor adott otthont Budapesten a Maccabi Európa Szövetség kongresszusának, melyen a küldöttek úgy döntöttek, Budapest lehet a házigazdája a 2019-es Maccabi Európai Játékoknak.
Az EMG2019 mellett számos esemény, illetve társadalmi szerepvállalás is köthető a klubhoz. A nemzetközi Fun Run budapesti programját 2022-ben immár 10. alkalommal rendezik meg.
Hosszú évek óta sikeres, a hagyományos Maccabi Chanukka Kupa, kispályás labdarúgó torna. Tavaly csatlakozott a Maccabi VAC a Yellow Candle Programhoz, mellyel a holokauszt azon áldozataira emlékeznek, akiknek nincs élő rokonuk.

## Szakosztályok

### Asztalitenisz
Az egyesület egyik legsikeresebb szakosztálya, nagy szerepet játszott a sportág magyarországi meghonosításában és elterjesztésében. Alapítója, Dömény Lajos maga is kiváló játékos volt.
Az asztalitenisz-szakosztály fénykora a 30-as évekre tehető.
A legsikeresebb bajnoki évei 1937 és 1938 voltak, amikor Gárdos György férfi egyéniben magyar bajnok lett, Benkő Károly és Schmiedl Jenő pedig férfi párosban nyert bajnokságot.
Beregi Dóra korának egyik legkiválóbb asztaliteniszezője volt, igazi párosspecialista. Női párosban, illetve vegyes párosban is bajnoki címet szerzett 1937-ben és 1938-ban.
A nemzeti csapatbajnokságban a VAC 1936 és 1942 között egy arany-, két ezüst- és két bronzérmet szerzett. 1939–40-ben és 1940–41-ben is megnyerte a női csapatbajnokságot két korábbi bronz- és egy ezüstérem után.
A második világháború után, rögtön 1945-ben elkezdte a szakosztály a munkát, és a nemzeti csapatbajnokságon ezüstérmet szerez.
Az újjáalakulás után ugyan alakult meg ismét a szakosztály, ám a Maccabiah-n, illetve az EMG-n rendszeresen vesznek részt sikerrel az asztaliteniszezők, így a 2019-es budapesti játékokon is több aranyérmet szereztek.

### Kézilabda
1922. november 4-én Dückstein Zoltán, az Ifjúsági Testnevelés című lapban, néhány pontatlansággal leközli a Cséfay Sándortól kapott cseh házená nevű játék szabályainak fordítását németből, magyarázatokkal ellátva. Még ebben az évben a megyeri homokdombok mellett, a Központi Intéző Bizottság irányításával egy házibajnokságot rendeznek.
Április 9-én a VAC-VII. kerületi SC labdarúgó-mérkőzése előtt, Dückstein szervezésében a VAC tornaszakosztályainak tagjai tartanak bemutatót az új sportágból. Ezek voltak az első mozzanatai a mai értelemben vett kézilabda sportág elődjének Magyarországon.
Dückstein a kézilabdázás első nem hivatalos szakoktatója is volt egyben.
1928-ban és 1934-ben a férficsapat országos nagypályás bajnokságot nyert.
A klubból többen is szerepeltek a magyar válogatottban az 1936-os berlini olimpián.
1938 márciusában a VAC férfi együttese nyerte az első magyar teremkézilabda-bajnokságot is. A női csapat harmadik lett. Ez azonban nem volt hivatalos bajnokság.

### Kosárlabda
1932-ben rendezték meg az első szervezett, ám nem hivatalos kosárlabda-bajnokságot, amelyet még palánk nélkül játszottak. Ezt a nem hivatalos bajnokságot a VAC nyerte meg.
Az első hivatalos nemzeti kosárlabda-bajnokságban, 1933-ban a csapat a második helyen végzett. Majd az 1941-es kitiltásáig rendszerint stabilan az első osztályban szerepelt.
A második világháború után is kiváló csapat szerveződött Dückstein Zoltánnak köszönhetően. Az együttes tagja volt Klein Rolf, aki 1951-ben emigrált Izraelbe, s mint Ralph Klein vált ismertté. Nyolc bajnoki címet nyert, illetve 68-szor szerepelt az izraeli válogatottban. Majd a Maccabi Tel-Aviv edzőjeként történelmet írt, és 1977-ben BEK győzelemre vezette csapatát.
A II. világháború előtt a csapat tagja volt a későbbi legendás sportriporter, Szepesi György is.
Az újraindulás után Mezei Katalin vezetésével a kosaras szakosztály is megalakult, s már 1993-ban ott voltak férfiak és remekül szerepeltek a Maccabiah-n.
Két évvel később, 1995-ben, Amszterdamban egy rendkívül erős mezőnyben győzött a csapat az EMG-n. Éppen 40 évvel a férfi kosárlabda válogatott Európa-bajnoki győzelme után. Érdekesség, hogy mindkét együttes az oroszokat győzte le a fináléban.
Újabb két év múlva, a Maccabiah-n a hölgyek jutottak a döntőig, s lettek végül ezüstérmesek.
A kosarasok azóta is rendre résztvevői a versenyeknek, s nem egyszer junior csapat is indul. A 2019-es EMG-n pedig a 3X3-as kosárlabda is a programba került.

### Labdarúgás
1907-től kezdte el hivatalos működését, s a harmadosztályú magyar bajnokságra nevezett be.
Két klub visszalépése után 1910-től jutott fel a második osztályba.
A VAC ifjúsági csapata 1914-ben ugyan megnyerte az Ékszerész serleget, de ebben az évben a hadba vonult tagjainak hiánya miatt a megszűnés szélére került. Aztán az 1916–17. évi hadibajnokság küzdelmeiből vissza is lépett a klub.
Ezek után váratlanul megnyeri a második osztályú bajnokságot (1920-21) és feljutott az első osztályba.
A Schlosser Imre, a Ferencváros, majd az MTK legendás játékosa által edzett VAC futballistái 1921–22-ben első osztályba szerepeltek, és a tizenkét csapat közül a hatodik helyen végeztek. Az együttes legjobb eredményét két évvel később érte el, amikor 5. lett.
Az 1925–26-os, utolsó amatőr bajnokságban végig az utolsók között állt, a záró fordulókban a hátul lévő csapatok sorra bundáztak. Legkomolyabb következménye mégis csak a VAC UTE elleni 2:1-es, megvett győzelmének lett. A VAC-ot – pontosabban az amatőrjeit – egy évre felfüggesztette az MLSZ.
A VAC III. kerületi TVAC-ként működik tovább 1927-től, utolsó említést 1949-ben találunk a csapatról.
A VAC játékosai közül Fischer Lajos kapus kilencszer, Grósz II. Dezső kétszer lépett pályára a magyar válogatottban. Braun „Csibi” József a VAC neveltje volt, de ismertté már az MTK színeiben vált, és lett a korszak egyik legnagyobb sztárja.

### Nehézatlétika
A VAC birkózó- és súlyemelő-szakosztályai kiemelkedő eredmények nélkül működtek, és egyféle tehetségkinevelő, illetve tömegsport- funkciót láttak el. Főként különböző házi és területi versenyeken indultak. A birkózószakosztály vezetője és támogatója éveken keresztül Székely Károly mérnök volt.
Az ökölvívó/bokszszakosztály növendékeivel az 1930-as években, a még versenyző Adler Zsigmond és Kaltenecker József foglalkozott az Abonyi utcai gimnázium tornatermében. Itt volt Adler fiatal tanítványa a később a Magyar Ökölvívó Szövetség elnökeként megismert Sermer György is. Adler Zsigmond a második világháború után a legendás Papp László edzője volt, aki háromszor nyert olimpiai bajnokságot.

### Torna
Bár az egyesület tornaszakosztálya már néhány évvel az 1906-os alapítás után megkezdte működését, fellendülése és a magyar tornasport élmezőnyéhez való felzárkózása az első világháború utáni évektől indul be, elsősorban Szalai József megjelenésével.
Az 1920-as években VAC több érmet is szerzett a csapatbajnokságon, míg Szalai József tíz bajnoki címet gyűjtött be összetettben és a különböző szereken, illetve részt vett az 1912-es és az 1928-as olimpián is.
1934-ben Sárkány István korláton lett országos bajnok, az 1936-os berlini olimpián ötödik helyezést ért le. Később feleségül vette, a sportkarrierjét a VAC-ban kezdő, – majd egy időre visszatérő – Keleti Ágnest, aki mai napig a legeredményesebb magyar sportolónő, 10 olimpiai érmével, melyekből 5 arany.
A kétezres években Draskóczy Imre vezetésével egy ideig ismét létezett a torna szakosztály, melynek sportolói több versenyen is szerepeltek. Sőt, akadt korábbi válogatott versenyzője is a csapatnak. Romhányi Eszter pedig a 2013-as Maccabiah-n minden éremből begyűjtött egyet.

### Úszószakosztály (műugrás, úszás és vízilabda)
Dr. Jakobovich Sándor volt a VAC úszószakosztályának megteremtője és legfőbb szervezője, míg a húszas években ki nem vándorolt Palesztinába.
A vízilabdázók 1923-ban érték el legkiemelkedőbb eredményüket az első osztályban, a három legerősebb csapat, a Komjádi Béla által vezetett III. kerület, a Ferencváros és MAC mögött a 4. lett.
A műugró Vajda László 1924-ben és 25-ben a VAC színeiben nyert műugróbajnokságot, mielőtt a Ferencvárosba, majd onnan külföldi klubokba igazolt.
A 2013-as Maccabi Játékokra visszatértek a pólósok, a hölgyek és a fiúk is és rögtön a 3. helyen végeztek. Négy évvel később mindkét csapat eggyel előrébb lépett és ezüstérmes lett. A fiúk azóta is jól teljesítenek, s ne feledkezzünk meg arról, hogy a csapat edzője, az olimpiai bajnok Kenéz György.
Az úszók között a kétszeres paralimpiai bajnok, Becsey János 2013-ban egy ezüstöt és egy bronzot szerzett, míg négy évvel később két bronzot.

### Vívás
A Wesselényi utca 44. szám alatti polgári iskola tornatermében az 1910-es évektől folyt az intenzív vívóélet. A húszas évek elejétől heti három alkalommal olyan kiváló vívómesterektől sajátíthatta el a szép számú jelentkező a vívás fortélyait, mint Santelli György (Giorgio), Italo Santelli fia, vagy Perényi Vilmos.
1926-tól 1930-ig volt a klub vívónövendéke, s versenyzője a legendás Kabos Endre kardvívó, aki három olimpiai bajnoki címet gyűjtött be.
A vívók is ott voltak már az 1993-as Maccabiah-n, akkor még kevés sikerrel. Azóta viszont az izraeli versenyeken sok érmet, míg az Európa Játékokon számos aranyérmet is szereztek a klub sportolói. Garam Nóra és Singer Martin 2015-ben és 2019-ben is győzött egyéniben

### Atlétika, tájfutás, triatlon
A három szakosztály a 2010-es évek elején indult és hamar nagy népszerűségre tett szert.
Az atléták a 2017-es Világjátékokon két érmet is szereztek, s azóta is több szép eredményt értek el. A szakosztály tagjai rendszeresen részt vesznek a különböző városi versenyeken is, így a Spar Budapest Maraton visszatérő vendégei.
Az egyetlen nem budapesti szakosztály, a szegedi tájfutóké – hozzájuk egy sokak által kedvelt verseny, a Homokháti Maccabi Kupa köthető.
A triatlonosoknál a 2015-ös EMG-n Bene Márton és Boros Zsófia is aranyérmet szerzett. Utóbbi két évvel később, a Maccabbiah-n a második helyen végzett, de nem csak triatlonban, hanem nyílt vízi úszásban és női összetettben is.

### Bridzs
Az újjáalakulást követően az elsők között megalakuló szakosztály volt. Versenyzői nem csak a Maccabiah-n, vagy az EMG-n vettek részt, de szerepeltek önálló Bridzs Játékokon is. A bridzsezők az elmúlt bő három évtized alatt szinte minden versenyről éremmel tértek haza. Egy-egy pazar győzelem mellett rengeteg ezüst- és bronzérmet gyűjtöttek a VAC sportolói. Legutóbb, a hazai Európa Játékokon újra összejött az aranyérem is.

### Futsal
A 2012 óta működő szakosztály már számos nemzetközi tornán szerepelt sikeresen. Ráadásul nem egy tornán mindhárom korosztályban (junior, open, senior) indult VAC-os csapat.
A juniorok az I. Maccabi Ifjúsági Játékokon (2018) bronzérmet szereztek, egy évvel később, a budapesti Európai Maccabi Játékokon második helyen zártak.

### Karate
A karate a vívás mellett egyértelműen a legsikeresebb szakosztály, amely az újraindulás után elsők között alakult meg Varga Miklós vezetésével, s 1993 óta minden versenyről szállította az érmeket, közte rengeteg aranyérmet. Meg kell említeni sokszoros magyar bajnok Zallel Lászlót, aki előbb sportolóként vett részt Maccabiah-n és EMG-n, később pedig a tanítványait kísérte, köztük a World Games-aranyérmes, junior világbajnok, felnőtt világbajnokságon két ezüst- és egy bronzérmet szerző S. Kovács Ádámot, aki minden (?) Maccabis versenyén első helyen végzett.
Kunos Zsuzsa 2015-ben a juniorok, négy évvel később a felnőttek között állhatott a dobogó legfelső fokára. Mellette Sterck Laura (kata) győzött többször is.

### Lovaglás
A szakosztály 2012-ben indult, a következő évben pedig már kiemelkedő eredményt értek el, s két bronzérmet szereztek a versenyzők a Maccabi Világjátékokon.

### Sakk
Bár sakkszakosztálya nem működik, az 1993-as Maccabiah-n szerepelt a kétszeres olimpiai bajnok Polgár Zsófia.
A 2019-es Európai Maccabi Játékokon pedig hosszú idő után két magyar fiatal is asztalhoz ült.

### Tenisz
A teniszezők 2011-ben kapcsolódtak be a klub életébe, azóta már több érmet is szereztek az Európai Maccabi Játékokon. A 2019-es budapesti viadalon három, valóban komoly csatában kivívott aranyérem után ünnepelhettek. Váci Balázs kiemelkedő teljesítménnyel győzött egyéniben és párosban. Balázs [mikor?], még juniorként legyőzte Roger Federert.
Párosban győzött a szakosztály vezetője, Szántó András, oldalán Müller Andrással, aki az 1993-as Maccabi Világjátékokon még a junior kosarasokkal vett részt.

## Az egyesület híres labdarúgói
- Engel Vilmos[* 2]
- Fischer Lajos[* 2]
- Grósz Dezső[* 2]
- Müller Ferenc[* 2]
- Singer Miklós
- Taussig Imre[* 2]